# Ferenc Hammang
Ferenc Hammang [ˈfɛrɛnʦ ˈhɒmːɒŋɡ] (* 20. Mai 1944 in Budapest) ist ein ehemaliger ungarischer Fechter und heutiger Trainer.
Bei den Fechtweltmeisterschaften 1973 und bei den Fechtweltmeisterschaften 1978 wurde er mit der Mannschaft der ungarischen Säbelfechter Weltmeister, 1977 war er am Gewinn der Bronzemedaille beteiligt, 1975 beim Gewinn der Silbermedaille war er Ersatzmann.
1980 bei den Olympischen Spielen in Moskau gewann Hammang die Bronzemedaille im Säbelfechten zusammen mit György Nébald, Rudolf Nébald, Imre Gedővári und Pál Gerevich. 
Er ist seit 2000 Trainer des FKV (Fechtklub Villach). Vorher war er als Trainer in Italien tätig.